# Parafia św. Jana Chrzciciela w Odrzechowej
Parafia św. Jana Chrzciciela w Odrzechowej – parafia rzymskokatolicka znajdująca się w archidiecezji przemyskiej w dekanacie Rymanów.

## Proboszczowie
- ks. Jan Gębala (1958–1979)[1]
- ks. Władysław Szuma (1979–1986)[2]
- ks. Henryk Stec (1986–2008)[2]
- ks. Marian Bądal (2008 – 19 sierpnia 2022)[3]
- ks. Włodzimierz Nowak (od 20 sierpnia 2022 – 23 sierpnia 2024)
- ks. Wiesław Ukleja (od 24 sierpnia 2024)